# الدين والإجهاض
اتخذت العديد من التقاليد الدينية موقفا بشأنالإجهاض، وهذه المواقف تمتد على نطاق واسع كما هو مبين أدناه.

## البوذية

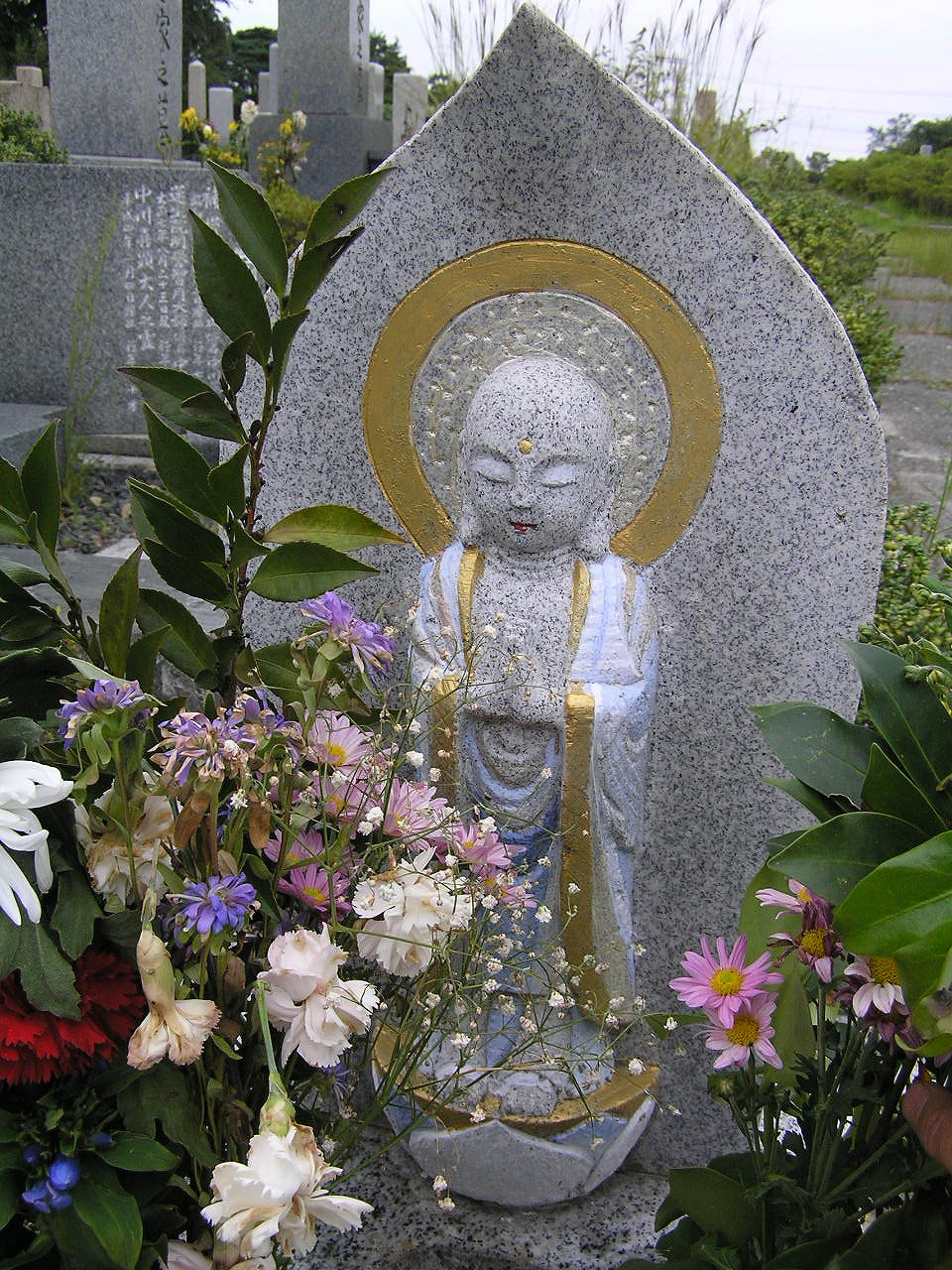
نصب تذكاري بوذي يشير للإجهاض، اليابان.

ليس هناك رأي بوذي واحد يتعلق بالإجهاض. بعض المصادر التقليدية، بما في ذلك بعض الرموز الرهبانية البوذية، ترى أن الحياة تبدأ في الحمل وأن الإجهاض، الذي من شأنه أن ينطوي على التدمير المتعمد للحياة، يجب رفضه. تعقيد القضية هو الاعتقاد البوذي بأن «الحياة هي سلسلة متصلة مع عدم وجود نقطة انطلاق واضحة». ومن بين البوذيين، لا توجد وجهة نظر رسمية أو مفضلة فيما يتعلق بالإجهاض.
وقال الدالاي لاما أن الإجهاض «سلبي»، ولكن هناك استثناءات. وقال: «أعتقد أنه يجب الموافقة على الإجهاض أو رفضه وفقا لكل ظرف من الظروف.» 
ويعتبر التحريض على الإجهاض أو إحداثه بطريقة أخرى أمرا خطيرا في القواعد الرهبانية التي يتبعها الراهبان ثيرافادا وفاجرايانا؛ يجب طرد الرهبان والراهبات لمساعدةالمرأة في إجراء الإجهاض. لا تعترف المصادر التقليدية بالتمييز بين الإجهاض المبكر أو المتأخر، ولكن في سري لانكا وتايلند تتزايد الوصمة الأخلاقية المرتبطة بالإجهاض مع تطور الجنين. في حين أن المصادر التقليدية لا تبدو على علم بإمكانية الإجهاض ذات الصلة بصحة الأم، فإن المعلمين البوذيين الحديثين من العديد من التقاليد - وقوانين الإجهاض في العديد من البلدان البوذية - يعترفون بتهديد حياة الأم أو صحتها البدنية كمبرر مقبول للإجهاض كمسألة عملية، على الرغم من أنه قد لا يزال ينظر إليه على أنه فعل مع عواقب سلبية أخلاقية أو كارمية.

## المسيحية
هناك خلاف علمي حول كيف شعر المسيحيون في وقت مبكر بخصوص الإجهاض، ولا يوجد حظر صريح للإجهاض في أي من العهد القديم أو العهد الجديد بكتب الكتاب المقدس المسيحي. وقد خلص بعض الباحثين إلى أن المسيحيين الأوائل اتخذوا موقفا دقيقا بشأن ما يسمى الآن بالإجهاض، وأنه في أوقات مختلفة وفي أماكن منفصلة اتخذ المسيحيون الأوائل مواقف مختلفة. وقد خلص علماء آخرون إلى أن المسيحيين الأوائل يعتبرون الإجهاض خطيئة في جميع المراحل؛ على الرغم من أن هناك خلافا حول أفكارهم حول كيف كان نوع الخطيئة وما هي خطورة الخطيئة التي تم عقدها، كان ينظر إليها على الأقل على أنها خطيرة مثل الفجور الجنسي. يعتقد بعض المسيحيين الأوائل أن الجنين لم يكن لديه روح من الحمل، وبالتالي تم تقسيم الرأي حول ما إذا كان الإجهاض المبكر هو قتل أو تعادل أخلاقي للقتل.  
تعاقب مجالس الكنائس في وقت مبكر النساء على عمليات الإجهاض التي تم دمجها مع جرائم جنسية أخرى، فضلا عن صناع الأدوية المجهضة، ولكن، مثل بعض آباء الكنيسة في وقت مبكر مثل باسيليوس قيصرية، لم يميز بين الأجنة «المتشكلة» و «الغير متشكلة». في حين أن غريغوري من نيسا وماكسيموس اعترفا أن الحياة البشرية بدأت بالفعل في الحمل، أكد أوغسطينوس أن مفاهيم أرسطو التعويضية التي تحدث بعد مرور بعض الوقت بعد الحمل، وبعد ذلك الإجهاض كان يعتبر قتلا، في حين لا يزال الحفاظ وإدانة الإجهاض في أي وقت من الحمل فصاعدا. أكد أكويناس وجهات نظر أرسطو من النفوس المتعاقبة: الخضري والحيواني والعقلاني. وهذا سيكون موقفالكنيسة الكاثوليكية حتى عام 1869، عندما تم إزالة الحد من الطرد التلقائي لإجهاض الجنين الذي اكتمل تكوينه، وهو التغيير الذي تم تفسيره على أنه إعلان ضمني أن ذاك المفهوم كان لحظة التعسف. وقد فرضت معظم العقوبة المبكرة مساواة متساوية للإجهاض سواء في مرحلة مبكرة أو متأخرة، إلا أن الفصائل اللاحقة في العصور الوسطى كانت تميز عادة بين الاثنين، وفرضت عليه عقوبة أكبر للإجهاض في فترة متأخرة، وفرض عقوبة أقل خطورة على خطيئة الإجهاض «قبل أن يمتلك الجنين الحياة».
الطوائف المسيحية المعاصرة لديها مواقف دقيقة، والأفكار والتعاليم حول الإجهاض، وخاصة في الظروف المخففة. الكنيسة الكاثوليكية، الكنيسة الأرثوذكسية الشرقية، ومعظم البروتستانت الإنجيليين يعارضون الإجهاض المتعمد الغير أخلاقي، في حين يسمح ما يطلق عليه أحيانا الإجهاض غير المباشر، أي العمل الذي لا يسعى إلى وفاة الجنين كنهاية أو وسيلة ولكن يتبعها الموت كأثر جانبي. بعض الطوائف البروتستانتية الرئيسية مثل الكنيسة الميثودية وكنيسة المسيح المتحدة والكنيسة الإنجيلية اللوثرية الأمريكية، من بين أمور أخرى، أكثر تساهلا للإجهاض. وبشكل رئيسي، يمكن اعتبار بعض الطوائف المسيحية مؤيدة للحياة في حين يمكن اعتبار البعض الآخر مؤيدا للاختيار. بالإضافة إلى ذلك، هناك أقليات كبيرة في بعض الطوائف التي لا توافق على موقفهم من الإجهاض.

## الهندوسية
تدين النصوص الهندوسية الكلاسيكية بشدة الإجهاض. تكتب هيئة الإذاعة البريطانية: "عند النظر في الإجهاض، فإن الطريقة الهندوسية هي اختيار العمل الذي من شأنه أن يضر بأقل ما يمكن لجميع المعنيين: الأم والأب والجنين والمجتمع". تابع بي بي سي قائلا: "في الممارسة العملية، يمارس الإجهاض في الهندوسية في الهند، لأن الحظر الديني على الإجهاض يحجبه أحيانا تفضيلالطفل الثقافي، وهذا يمكن أن يؤدي إلى الإجهاض لمنع ولادة الطفلات، وهو ما يسمى ب "الأجنة الأنثوية". دعم علماء الهندوس ودعاة حقوق المرأة الحظر على الإجهاض الانتقائي للجنس. ويدعم بعض الهندوس الإجهاض في الحالات التي تكون فيها حياة الأم في خطر وشيك أو عندما يكون للجنين شذوذ تنموي يهدد الحياة.
ويعتقد بعض اللاهوتيين الهندوسيين وبراهما كوماريس أن الانتماء يبدأ في ثلاثة أشهر ويتطور إلى خمسة أشهر من الحمل، مما يعني ضمنا السماح بالإجهاض حتى الشهر الثالث مع الأخذ بعين الاعتبار أي إجهاض قبل الشهر الثالث لتدمير الجسم المتجسد للروح.

## الإسلام
لم يتطرق القرآن إلى الإجهاض بشكل مباشر، ولكن علماء المسلمين الذين يرون تحريم الإجهاض مطلقًا يستدلون بآيات تحريم قتل النفس وإهلاك الحرث والنسل، مثل الآية 205 من سورة البقرة: ﴿وَإِذَا تَوَلَّى سَعَى فِي الْأَرْضِ لِيُفْسِدَ فِيهَا وَيُهْلِكَ الْحَرْثَ وَالنَّسْلَ وَاللَّهُ لَا يُحِبُّ الْفَسَادَ ۝٢٠٥﴾ [البقرة:205]، وقوله تعالى: ﴿وَلا تَقْتُلُوا النَّفْسَ الَّتِي حَرَّمَ اللَّهُ إِلَّا بِالْحَقِّ﴾ سورة الأنعام:151.
ولكن حسب العقيدة الإسلامية والأحاديث النبوية فإن الجنين يمر بمراحل، وهي أن يكون نُطفة ثم علقة ثم مُضغة كل منها مدتها أربعون يومًا ثم يُنفخ فيه الروح، فعن عبد الله بن مسعود: «قال رسول الله ﷺ: إنَّ أحدَكُم يُجمَعُ خلقُهُ في بطنِ أمِّهِ أربعينَ يوماً ثمَّ يَكونُ في ذلك عَلقةً مثلَ ذلِكَ، ثمَّ يَكونُ مضغةً مثلَ ذلِكَ، ثمَّ يرسلُ الملَكُ فينفخُ فيهِ الرُّوحَ ويؤمرُ بأربعٍ، كلِماتٍ: بكَتبِ رزقِهُ وأجلِهُ وعملهُ وشقيٌّ أو سعيد». متفق عليه فاختلف الفقهاء حول إجهاضه قبل نفخ الروح فيه واختلفوا حول أي الأطوار التي يُصبح فيها الجنين نفسًا بشرية مُحرمَّة القتل، أما بعد نفخ الروح فيه فاتفقوا على أنه لا يجوز إجهاضه مطلقًا، أما قبل ذلك ففيه خلاف: فجمهور العلماء على تحريمه ومنهم من قال بالكراهة، ومنهم من قال بالجواز لعذر، ومنهم من قال بعدم الجواز مطلقًا، وأشهر هذه الأقوال بين المذاهب الفقهية هي الجواز في الأربعين الأولى من مراحل الجنين (وهي مرحلة النطفة) إذا كان هناك عذر (مثل وجود خطر على حياة الأم أو أن الحمل جاء من زنا أو اغتصاب).

## اليهودية
تدرس اليهودية الأرثوذكسية عقوبات الإجهاض إذا لزم الأمر للحفاظ على حياة المرأة الحامل. في حين أن حركات الإصلاح والتعمير والمحافظين تدافع علنا عن الحق في الإجهاض الآمن والمتاح، فإن الحركة الأرثوذكسية أقل توحدا في هذه القضية.
في اليهودية، تستند الآراء حول الإجهاض أساسا إلى التعاليم القانونية والأخلاقية للكتاب المقدس العبري، والتلمود، وقرارات كل حالة على حدة من ريسبونزا، وغيرها من الأدب الحاخامي. وبشكل عام، يعارض اليهود الأرثوذكسيون الإجهاض بعد اليوم الأربعين مع استثناءات تتعلق بالصحة، ويميل المصلحون واليهود المحافظون إلى السماح بمزيد من حرية الإجهاض. هناك أحكام غالبا ما تبدو متضاربة حول هذه المسألة. يقول التلمود أن الجنين ليس شخصيا من الناحية القانونية حتى يتم تسليمه. يحتوي التوراة على القانون الذي يقول: «عندما يقاتل الرجال ويدفع أحدهم امرأة حامل ويسبب لها الإجهاض كنتيجة ولكن ليس كمصيبة أخرى يتحمل الشخص المسؤول الغرامة... ولكن إذا كانت هناك مصيبة أخرى، فإن العقوبة هي الحياة (نيفيش) لحياة (نيفيش)». (خروج 21: 22-25). وهذا هو، مما تسبب في امرأة لإجهاض جريمة، ولكن ليس جريمة رأس المال، لأن الجنين لا يعتبر شخصا.
إرميا 1: 5 ينص على أنه «قبل أن خلقتك في الرحم كنت أعرفك، قبل مولدك حددت غايتك؛ وجعلتك رسولاً للأمم.» بالنسبة للبعض، هذه الآية، حين تتحدث على وجه التحديد عن إرميا، هو مؤشر على أنالله على بينة من هوية«تطوير البشر الذين لم يولدوا حتى قبل دخولهم الرحم»، أو أن لكل شخص خطة للإجهاض يمكن أن ينظر إليها على أنها محبطة. ويقول آخرون إن هذا التفسير غير صحيح، وأن الآية لا تتعلق بشخصية أو إجهاض، لأن إرميا يؤكد وضعه النبوي بأنه مميز وخاص.
العهد القديم من الكتاب المقدس لديه عدد قليل من الإشارات إلى الإجهاض. ويتناول الخروج 21: 22-25 الإجهاض عن طريق إجراءات أخرى، والتي تصفها بأنها جريمة غير رأسمالية يعاقب عليها بغرامة. كتاب الأرقام في الكتاب المقدس العبري يصف العقيدة من الماء المرير (سوتاه) أن تدار من قبل كاهن لزوجة زوجها يعتقد أنها كانت غير مخلصة. بعض العلماء يفسرون النص على أنه ينطوي على جرعة مجهضة أو غير ذلك من شأنه أن يدفع الإجهاض إذا كانت المرأة حاملا لطفل رجل آخر. الباحث الحاخامي أرنولد إيرليخ يفسر المحنة بحيث ينتهي إما بشكل غير مؤذي إذا كانت المرأة مخلصة، أو مع الإجهاض المتعمد: «حين يسقط الجنين».

## السيخية
على الرغم من أن مدونة سلوك السيخ لا تتعامل مباشرة مع الإجهاض (أو في الواقع العديد من القضايا الأخلاقية الحيوية الأخرى)، إلا أنها تحظر عموما في السيخية لأنها يقال إنها تتداخل مع العمل الخلقي والإبداعي لله. على الرغم من هذه النظرة النظرية، الإجهاض ليس شائعا بين مجتمع السيخ في الهند، وهناك قلق متزايد من أن أجنة الإناث يتم إجهاضهم بسبب التفضيل الثقافي للأبناء.

## التوحيدية العالمية
تدعم كنيسة الجامعة التوحدية بقوة حقوق الإجهاض. وفي عام 1978، أصدرت الكنيسة التوحدية قرارا أعلن فيه: «... الحق في الاختيار بشأن منع الحمل والإجهاض من الجوانب الهامة للحق في الخصوصية واحترام الحياة البشرية وحرية ضمير النساء وأسرهن.» أصدرت الكنيسة بيانات سابقة في عامي 1963 و 1968 من أجل إصلاح قوانين الإجهاض التقييدية.

## الويكا
على الرغم من اختلاف وجهات النظر، فإن معظم الويكانيين يعتبرون الإجهاض قرارا روحيا يجب أن يكون خاليا من تدخل الدولة أو السياسيين.